# Finanzierungsbedarf
Als Finanzierungsbedarf wird im Finanzwesen der Bedarf eines Wirtschaftssubjekts an Finanzierungsmitteln bezeichnet.
Als Wirtschaftssubjekte kommen Unternehmen (Unternehmensfinanzierung), Privathaushalte (private Finanzplanung: Anschaffungskredite, Baufinanzierungen, Konsumkredite, Kundenkredite) oder der Staat und Staatsunternehmen (Staatsfinanzierung) in Betracht. Finanzierungsbedarf sind sämtliche Finanzierungsmittel, die kurz-, mittel- oder langfristig zur Durchführung des Geschäftsprozesses, der Hauswirtschaft oder der Staatstätigkeit benötigt werden. Der langfristige Finanzierungsbedarf wird auch als Kapitalbedarf gesondert untersucht.
Der Begriff des Finanzierungsbedarfs ist in der Finanzierungstheorie neutral, so dass der Finanzierungsbedarf sowohl durch Eigenkapital (Eigenfinanzierung) als auch durch Fremdkapital (Fremdfinanzierung) gedeckt werden kann. In der Umgangssprache wird unter Finanzierungsbedarf meist die Fremdfinanzierung verstanden.
Der Finanzierungsbedarf ergibt sich in der Betriebswirtschaftslehre aus der Finanzierungsbedarfsrechnung und dem Finanzierungsplan der Unternehmen und Privathaushalte und in der Öffentlichen Betriebswirtschaftslehre bzw. Finanzwissenschaft aus der Kreditermächtigung, die auf der mittelfristigen Finanzplanung öffentlicher Haushalte beruht.
In der Volkswirtschaftslehre wird der gesamtwirtschaftliche Finanzierungsbedarf der Unternehmen untersucht.

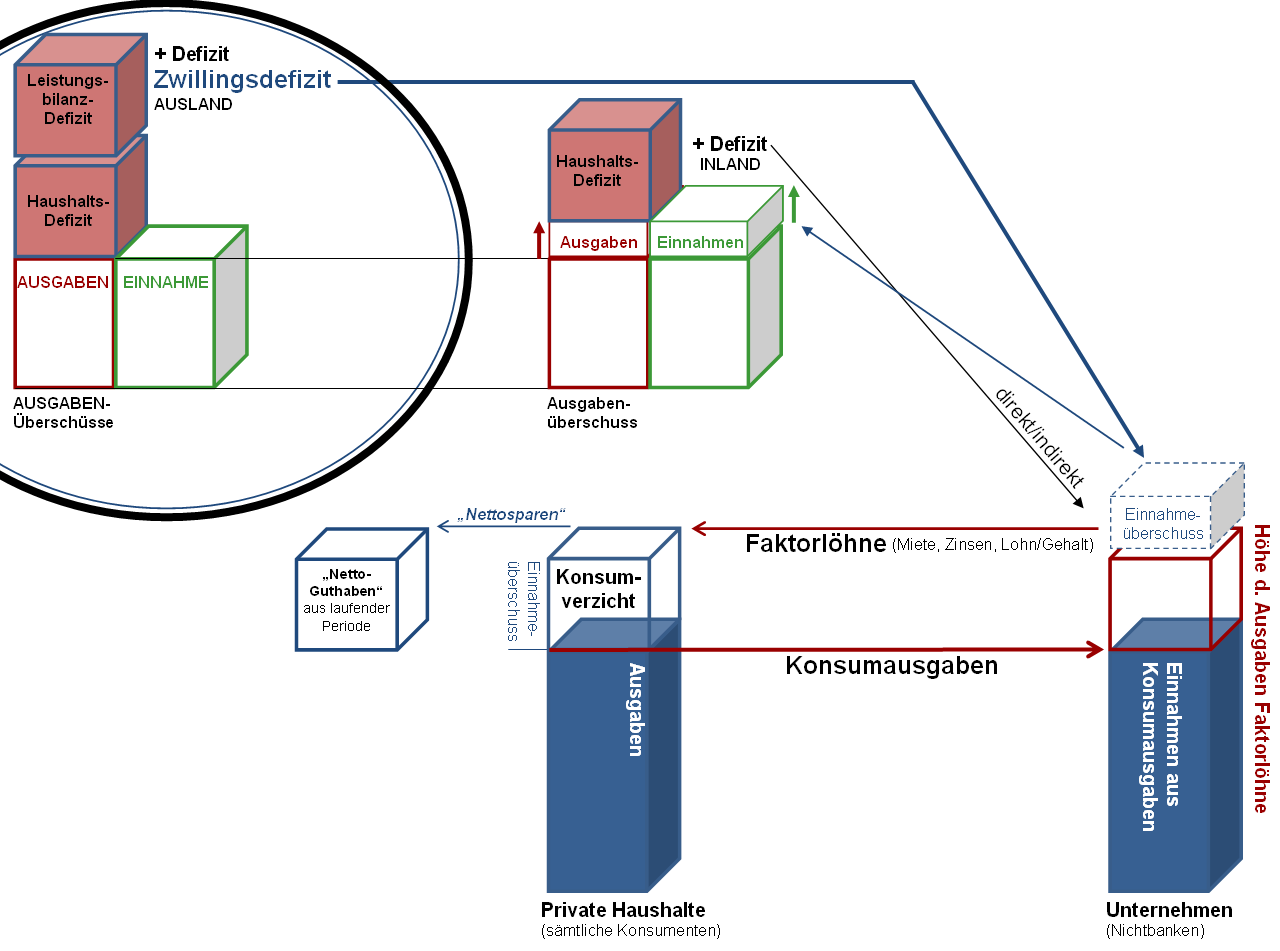
Kompensationsmöglichkeiten des Finanzierungsbedarfs der Unternehmen

## Gesamtwirtschaftlicher Finanzierungsbedarf der Unternehmen
Der Finanzierungsbedarf {\displaystyle F_{U}} der Unternehmen ergibt sich aus dem Sparen der Unternehmen ({\displaystyle S_{U}}) etwa durch Gewinnthesaurierung und den Investitionen ({\displaystyle I_{U}}):
{\displaystyle F_{U}=S_{U}-I_{U}}.
Damit entspricht in einer geschlossenen Volkswirtschaft (zusätzlich ohne Staat) ex post der Finanzierungsbedarf der Unternehmen genau der Höhe des Sparens der Privathaushalte. Abstrahiert man von dem Sparen der Unternehmen, so ergibt sich der Finanzierungsbedarf ausschließlich durch Investitionen:
{\displaystyle F_{U}=I_{U}}.
Dann bleiben die Umsatzerlöse der Unternehmen aus dem Güterverkauf hinter den Faktoreinkommen für die Produktion zurück, so dass die Differenz derjenige Teil der Arbeitseinkommen der Privathaushalte darstellt, der nicht für die Güternachfrage ausgegeben wird. Dieser Teil ist das Sparen der Privathaushalte. Durch Berücksichtigung der Gewinnthesaurierung verringert sich der Finanzierungsbedarf der Unternehmen. Der Finanzierungsbedarf erhöht sich für den komplementären Teil der Unternehmen, wenn ein anderer Teil der Unternehmen seine Einnahmen nicht unmittelbar wieder in voller Höhe investiert.
Bei einer offenen Volkswirtschaft wird das Ausland in Form von Exporten und Importen einbezogen. Das geschieht durch Saldierung der Exporte mit den Importen, so dass sich hieraus (einschließlich empfangener Netto-Übertragungen) der Leistungsbilanzsaldo des Inlands ergibt. Ist die Summe der Deviseneinnahmen (aus Exporten) größer als die Summe der Devisenausgaben (für Importe), so ergibt sich ein Leistungsbilanzüberschuss, der einen Finanzierungsbedarf des Auslands zur Folge hat und umgekehrt.

## Gesamtwirtschaftlicher Finanzierungsbedarf des Staates
Finanzierungsbedarf des Staates {\displaystyle F_{S}} entsteht, wenn die Staatseinnahmen {\displaystyle E_{S}} geringer sind als die Staatsausgaben {\displaystyle A_{S}}:
{\displaystyle F_{S}=E_{S}<A_{S}}, wobei
{\displaystyle E_{S}<A_{S}}
als Haushaltsdefizit bezeichnet wird.
Die Staatseinnahmen setzen sich insbesondere aus Steuern sonstigen Abgaben sowie Gewinnen der Staatsunternehmen zusammen. Die Staatsausgaben bestehen aus dem Staatskonsum, zu dem der Staatskonsum im engeren Sinne (etwa Personalkosten in der öffentlichen Verwaltung), also einem echten Verbrauch, und die Staatsinvestitionen gehören.
Im Falle eines Haushaltsdefizits muss der öffentliche Sektor Kredite aufnehmen, was durch Kommunalkredite (Kassenkredite) oder öffentliche Anleihen geschehen kann. Die Kreditvergabe des Finanzsektors an den Staat löst – ceteris paribus – eine Geldnachfrage der Kreditinstitute nach Zentralbankgeld aus, dem sich eine Zentralbank kaum entziehen kann, es sei denn, sie nimmt einen steigenden Geldmarkt- und Kreditzins und eine Verdrängung privatwirtschaftlicher Kreditnachfrage durch Kredite an den Staat in Kauf. Steigender Finanzierungsbedarf des Staates lässt den Geldmarktzins, vor allem aber den Kapitalmarktzins steigen. Ist das (reale) Zinsniveau des Inlands höher als das des Auslands, kann ein Kapitalimport einsetzen, der die umlaufende Geldmenge erhöht.

## Finanzierungsbedarf in der Betriebswirtschaftslehre
Unternehmen können ihren Finanzierungsbedarf durch Innenfinanzierung (Selbstfinanzierung, Gewinnthesaurierung) oder Außenfinanzierung (Kapitalerhöhung, Fremdfinanzierung) decken. Finanzierungsbedarf haben Unternehmen bei der Finanzierung des Umlaufvermögens (Liquiditätsmanagement), im Anlagevermögen bei Investitionen in Sachanlagen oder in Kapitalbeteiligungen. Großunternehmen wie multinationale Unternehmen können bei kleineren Kapitalmärkten an die Grenzen das Kapital- oder Kreditangebots stoßen, so dass sie ihren Finanzierungsbedarf auf dem internationalen Kapitalmarkt (internationaler Kreditverkehr) decken müssen.
Gibt der Staat mehr aus als er einnimmt, verringert sich um den Ausgabenüberschuss (Defizit) des Staates der Finanzierungsbedarf der Unternehmen (bei unveränderter Höhe des Sparens der privaten Haushalte). Umgekehrt gilt, wenn der Staat Einnahmeüberschüsse erzielt, also mehr (aus den Abgaben inländischer Sektoren) einnimmt als er ausgibt, dass sich um genau diesen Einnahmeüberschuss (Sparen) des Staates der Finanzierungsbedarf der Unternehmen per Saldo erhöht:
{\displaystyle I_{U}=S_{H}+S_{S}}.
In einer offenen Volkswirtschaft erhöht ein (eigenes) Leistungsbilanzdefizit in gleicher Höhe den Finanzierungsbedarf der inländischen Unternehmen, ein Nettoexport ({\displaystyle NX}) verringert in gleicher Höhe den Finanzierungsbedarf der Unternehmen (unter sonst gleichen Bedingungen), denn  es gilt:
{\displaystyle I_{U}=S_{H}+S_{S}-NX}.
Verringert ein Staat also sein Defizit (Ausgabenüberschuss), muss bei ausgeglichener Leistungsbilanz entweder der Unternehmenssektor seinen Ausgabenüberschuss (Verschuldung) erhöhen oder der Sektor der privaten Haushalte sein Geldsparbemühungen verringern. Erhöhen die Unternehmen ihre Investitionen nicht um die Höhe der (gewohnten) gesunkenen Staatsausgaben, sondern reduzieren diese ihre Investitionen sogar, sinken die Einnahmen in der Ökonomie nicht nur um die Höhe der reduzierten Ausgaben der Staatsausgaben und Unternehmensinvestitionen, da das gesamtwirtschaftliche Einkommen zu sinken beginnt und tendenziell Kaufzurückhaltung und die Bildung monetärer Reserven initiiert wird.

## Finanzierungsbedarfsrechnung
Die Finanzierungsbedarfsrechnung ist eine ex-ante-Kalkulation und beantwortet die Frage, welche Fremd- und Eigenmittel im Rahmen eines Investitionsvorhabens für welchen Zeitraum zur Verfügung stehen müssen. Im Rahmen eines Kreditantrags wird eine Finanzierungsbedarfsrechnung durch Kreditinstitute im Rahmen der Finanzanalyse vorgenommen.
Der Gesamtfinanzierungsbedarf ist zunächst einmal die Summe aller Ausgaben, die im Rahmen eines Investitionsvorhabens anfallen.
Bei einer Baufinanzierung sind dies beispielsweise: Kaufpreis, Bau- oder Sanierungskosten und Anschaffungsnebenkosten wie  Grunderwerbsteuer oder Notargebühren. Wichtig ist die Berücksichtigung von Bauzeitzinsen und einem Puffer für Unvorhergesehenes.
Zieht man vom Gesamtfinanzierungsbedarf das vorhandene Eigenkapital sowie die vorgesehene Eigenleistung ab, so ergibt sich der Fremdfinanzierungsbedarf. In der Höhe dieses Fremdfinanzierungsbedarfs müssen Kredite bei Kreditinstituten, Bausparkassen oder anderen Kreditgebern aufgenommen werden.
Das bestehende Eigenkapital ist teilweise nicht stets sofort verfügbar, sondern erst nach der Fälligkeit von Kapitalanlagen, der Zuteilung von Bausparverträgen oder dem Eingang des Verkaufserlöses bisheriger Immobilien. In diesen Fällen ist im Rahmen der Finanzierungsbedarfsrechnung eine Zwischenfinanzierung bzw. Vorfinanzierung vorzusehen. Kommt es zu unvorhergesehenem Finanzierungsbedarf (etwa durch Verlängerung der Bauzeit oder Nachtragsarbeiten), ist eine – meist mit höheren Finanzierungskosten verbundene – Nachfinanzierung erforderlich. Ob eine Nachfinanzierung möglich ist, hängt von der Kreditwürdigkeit des Kreditnehmers ab.